# Complete Knock Down
Pour les articles homonymes, voir CKD.

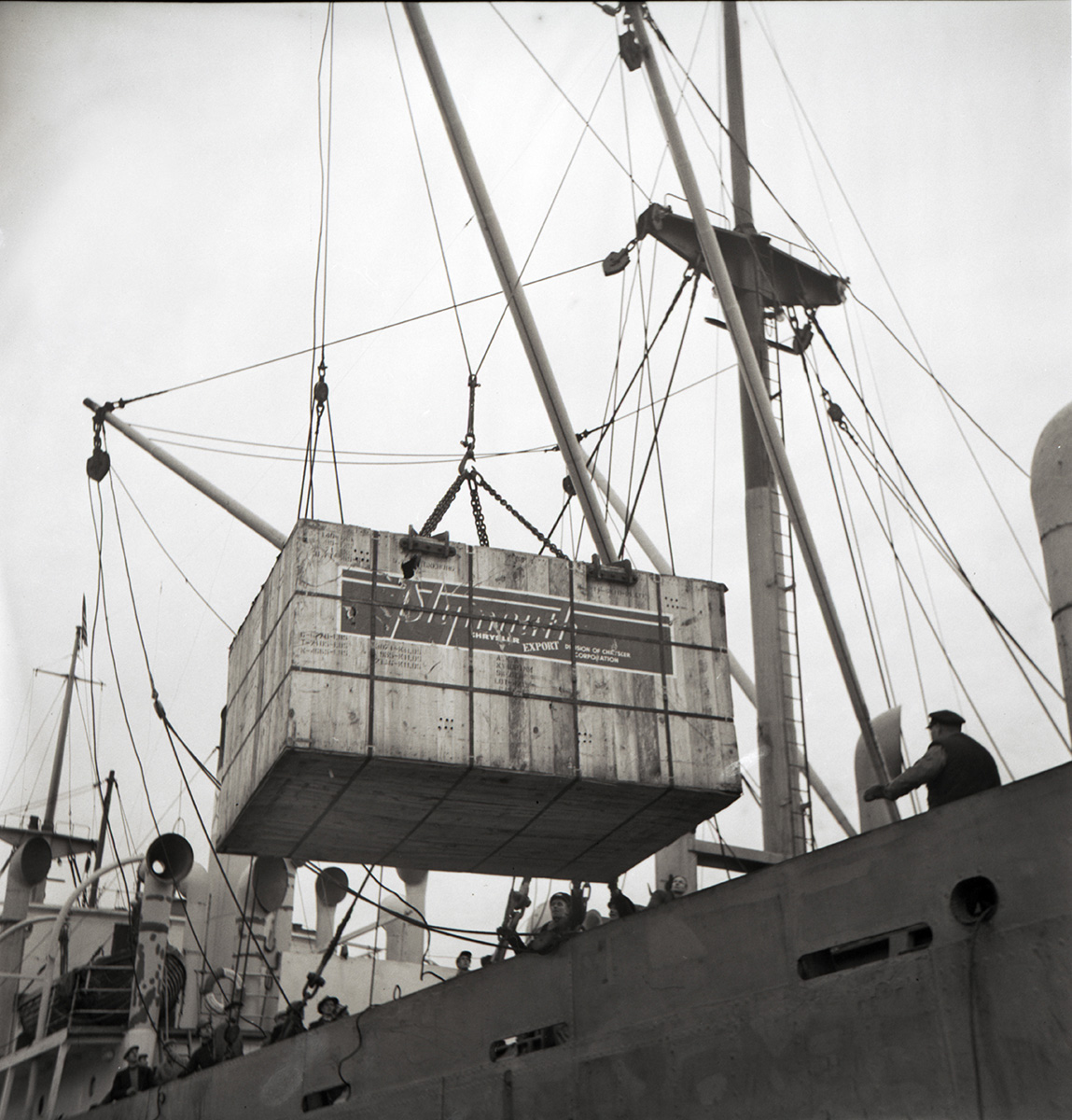
Une Plymouth livrée en CKD à l'usine AB Nyköpings Automobilfabrik de Nyköping en Suède en 1948.

Le terme Complete Knock Down (CKD) désigne l’ensemble des pièces détachées nécessaires pour assembler complètement un véhicule. La traduction française est « nécessaire non assemblé » ou « nécessaire en pièces détachées » (NED). 
Lorsqu'une partie des pièces est exportée déjà assemblée entre-elles, on parle de « semi knock down » (ou SKD). 
L'utilisation de tels kits est une pratique courante chez les constructeurs automobiles, qui les vendent à leurs filiales situées à l'étranger — généralement situées dans des pays où le coût de la main d'œuvre est moins élevé — afin d'éviter de payer des taxes à l'importation qui auraient été plus élevées sur un produit fini. C'est également un moyen de recevoir des avantages fiscaux en créant de l'emploi dans le pays d'assemblage.
Les véhicules entièrement construits dans le pays d'origine et vendus tels quels dans le pays d'exportation sont désignés comme « built-up export » (ou BUX).

## Semi Knocked Down / SKD
À la différence des véhicules montés en CKD, soit par l'assemblage sur place de pièces importées, le principe du Semi Knocked Down (SKD) repose sur une intégration locale encore moins poussée (gros ensembles de tôle en particulier). Ainsi, les lots comportent moins de pièces que dans le CKD, et l'assembleur a moins d'opérations à effectuer.